# Plagiomerus aulacaspis
Plagiomerus aulacaspis är en stekelart som beskrevs av Tan och Zhao 1998. Plagiomerus aulacaspis ingår i släktet Plagiomerus och familjen sköldlussteklar. Inga underarter finns listade i Catalogue of Life.